# Optioservus hayashii
Optioservus hayashii là một loài bọ cánh cứng trong họ Elmidae. Loài này được Nomura miêu tả khoa học năm 1960.